# 初山一登
初山 一登（はつやま かずと、1946年7月11日 - ）は、日本の経営者。日本新薬社長、会長を務めた。

## 経歴
北海道出身。1969年に北海道大学薬学部を卒業し、同年に四国配電(のちの四国電力)に入社。
1999年6月に取締役に就任し、2000年6月に常務を経て、2001年6月には社長に就任。2007年6月に会長に就任。